# Tim Curry
Tim Curry (født 19. april 1946) er en engelsk skuespiller, der måske er bedst kendt for sin rolle i musicalfilmen Rocky Horror Picture Show fra 1975.

## Skuespiller
Tim Curry har medvirket i en række teaterforestillinger, herunder teateropsætningerne af The Rocky Horror Picture Show, der fandt sted i 1975 omkring filmens udgivelse. Curry medvirkede endvidere som King Arthur ved teaterforestillingen Spamalot (skrevet af Eric Idle), der spillede i perioden 2005-2009.
Curry spillede som filmskuespiller med i Charlie's Angels fra 2000 i rollen som Roger Corwin.
Han har lagt stemme til flere tegnefilm.

## Privatliv
Tim Curry blev ramt af apopleksi i 2013 og sidder i dag i kørestol. Han er dog kommet sig så meget at han fortsætter som skuespiller.

## Sangkarriere
Tim Curry har medvirket som sanger på en række soundtracks, og har også udgivet tre album i eget navn, Read My Lips, Fearless og Simplicity samt et opsamlingsalbum The Best of Tim Curry. Curry medvirker endvidere på nummeret "Sound of Sinners" udgivet på The Clashs tredobbelte album Sandinista! fra 1980. I 1990 optrådte Curry ved Roger Waters' opførelse af The Wall i Berlin, hvor Curry lagde stemme til anklageren.

## Filmografi
| År   | Titel                          | Rolle                              | Instruktør          | Noter           |
| ---- | ------------------------------ | ---------------------------------- | ------------------- | --------------- |
| 1975 | The Rocky Horror Picture Show  | Dr. Frank N. Furter                | Jim Sharman         |                 |
| 1978 | The Shout                      | Robert Graves                      | Jerzy Skolimowski   |                 |
| 1980 | Times Square                   | Johnny LaGuardia                   | Allan Moyle         |                 |
| 1982 | Annie                          | Rooster Hannigan                   | John Huston         |                 |
| 1983 | The Ploughman's Lunch          | Jeremy Hancock                     | Richard Eyre        |                 |
| 1985 | Legend                         | Darkness                           | Ridley Scott        |                 |
| 1985 | Clue                           | Wadsworth                          | Jonathan Lynn       |                 |
| 1988 | Pass the Ammo                  | Rev. Ray Porter                    | David Beaird        |                 |
| 1990 | The Hunt for Red October       | Dr. Yevgeniy Petrov                | John McTiernan      |                 |
| 1991 | Oscar                          | Dr. Thornton Poole                 | John Landis         |                 |
| 1992 | The Player                     | Himself                            | Robert Altman       | Slettetcameo    |
| 1992 | Passed Away                    | Boyd Pinter                        | Charlie Peters      |                 |
| 1992 | Home Alone 2: Lost in New York | Concierge                          | Chris Columbus      |                 |
| 1993 | Loaded Weapon 1                | Mr. Jigsaw                         | Gene Quintano       |                 |
| 1993 | The Three Musketeers           | Cardinal Richelieu                 | Stephen Herek       |                 |
| 1994 | The Shadow                     | Farley Claymore                    | Russell Mulcahy     |                 |
| 1995 | Congo                          | Herkermer Homolka                  | Frank Marshall      |                 |
| 1996 | Muppet Treasure Island         | Long John Silver                   | Brian Henson        |                 |
| 1996 | Lover's Knot                   | Cupid's Caseworker                 | Peter Shaner        |                 |
| 1997 | McHale's Navy                  | Major Vladikov                     | Bryan Spicer        |                 |
| 1998 | Addams Family Reunion          | Gomez Addams                       | Dave Payne          | Direkte-til-DVD |
| 1999 | Pirates of the Plain           | Jezebel Jack                       | John R. Cherry III  | Direkte-til-DVD |
| 2000 | Four Dogs Playing Poker        | Felix                              | Paul Rachman        | Direkte-til-DVD |
| 2000 | Sorted                         | Damien Kemp                        | Alexander Jovy      |                 |
| 2000 | Charlie's Angels               | Roger Corwin                       | McG                 |                 |
| 2001 | Scary Movie 2                  | Professor Oldman                   | Keenen Ivory Wayans |                 |
| 2001 | Wolf Girl                      | Harley Dune                        | Thom Fitzgerald     | Direkte-til-DVD |
| 2002 | Ritual                         | Matthew Hope                       | Avi Nesher          | Direkte-til-DVD |
| 2002 | The Scoundrel's Wife           | Father Antoine                     | Glen Pitre          |                 |
| 2004 | Kinsey                         | Thurman Rice                       | Bill Condon         |                 |
| 2005 | Bailey's Billion$              | Caspar Pennington                  | David Devine        |                 |
| 2007 | Christmas in Wonderland        | Gordon McLoosh                     | James Orr           |                 |
| 2008 | The Secret of Moonacre         | Coeur de Noir, Sir William de Noir | Gábor Csupó         |                 |
| 2010 | Burke & Hare                   | Prof. Alexander Monro              | John Landis         |                 |

## Diskografi
Albums
- Read My Lips (1978)
- Fearless (1979)
- Simplicity (1981)
- The Best of Tim Curry (1985; opsamlingsalbum)
- From the Vaults (indspillet 1976, udgivevt2010)

Soundtracks lign.
- The Rocky Horror Show (Original London cast) (1973)
- The Rocky Horror Show (Original Roxy cast) (1974)
- The Rocky Horror Picture Show (1975)
- Annie (1982)
- Ferngully: The Last Rainforest (1992)
- My Favorite Year (Original Broadway cast) (1993)
- The Pebble and the Penguin (1995)
- Muppet Treasure Island (1996)
- Beauty and the Beast: The Enchanted Christmas (1997)
- Spamalot (Original Broadway cast) (2005)
- The Rocky Horror Picture Show: Let's Do the Time Warp Again (2016)

Andet
- Carly Simon – Spy (1979) – Backing vocals for "Vengeance" and "Pure Sin"
- Roger Waters – The Wall: Live in Berlin (1990) – Live recording of "The Trial"
- Little Tramp (1992) – Concept album for musical
- Disney's Music From the Park (1996) – "The Ballad of Davy Crockett"

## Hæder
| Year | Title                                         | Award                                             | Category                                      | Result            |
| ---- | --------------------------------------------- | ------------------------------------------------- | --------------------------------------------- | ----------------- |
| 1975 | The Rocky Horror Show                         | Drama Desk Award                                  | Best Actor in a Musical                       | Nomineret         |
| 1981 | Amadeus                                       | Drama Desk Award                                  | Best Actor in a Play                          | Nomineret         |
| 1981 | Amadeus                                       | Tony Award                                        | Best Actor in a Play                          | Nomineret         |
| 1982 | The Pirates of Penzance                       | Royal Variety Club Award                          | Stage Actor of the Year                       | Vundet            |
| 1982 | The Pirates of Penzance                       | Laurence Olivier Award                            | Best Actor in a Musical                       | Nomineret         |
| 1991 | Peter Pan and the Pirates                     | Daytime Emmy Award                                | Outstanding Performer in a Children's Series  | Vundet            |
| 1993 | My Favorite Year                              | Tony Award                                        | Best Actor in a Musical                       | Nomineret         |
| 1993 | Passed Away                                   | American Comedy Award                             | Funniest Supporting Actor in a Motion Picture | Nomineret         |
| 1994 | Tales from the Crypt                          | Primetime Emmy Award                              | Outstanding Guest Actor in a Drama Series     | Nomineret         |
| 1995 | Tales from the Crypt                          | CableACE Award                                    | Best Actor in a Dramatic Series               | Nomineret         |
| 1995 | Mighty Max                                    | Daytime Emmy Award                                | Outstanding Performer in an Animated Program  | Nomineret         |
| 1996 | Congo                                         | Razzie Award                                      | Worst Supporting Actor                        | Nomineret         |
| 1998 | Beauty and the Beast: The Enchanted Christmas | Annie Award                                       | Voice Acting in a Feature Production          | Nomineret         |
| 2002 | The Bad Beginning                             | Grammy Award                                      | Best Spoken Word Album for Children           | Nomineret         |
| 2005 | Spamalot                                      | Outer Critics Circle Award                        | Outstanding Actor in a Musical                | Nomineret         |
| 2005 | Spamalot                                      | Tony Award                                        | Best Actor in a Musical                       | Nomineret         |
| 2007 | Spamalot                                      | Laurence Olivier Award                            | Best Actor in a Musical                       | Nomineret         |
| 2007 | Spamalot                                      | WhatsOnStage Award                                | Best Actor in a Musical                       | Vundet            |
| 2010 | Brütal Legend                                 | NAVGTR Award                                      | Supporting Performance in a Comedy            | Nomineret         |
| 2010 | Dragon Age: Origins                           | NAVGTR Award                                      | Supporting Performance in a Drama             | Nomineret         |
| 2015 | N/A                                           | Actors Fund of America Artistic Achievement Award | N/A                                           | Skabelon:Included |

## Eksterne links
- Tim Curry på Internet Movie Database (engelsk)
- Tim Curry på Filmdatabasen
- Tim Curry på Scope
- Tim Curry på Svensk Filmdatabas (svensk)
- Tim Curry på AlloCiné (fransk)
- Tim Curry på AllMovie (engelsk)
- Tim Curry på Turner Classic Movies (engelsk)
- Tim Curry på Rotten Tomatoes (engelsk)
- Tim Curry på The Movie Database (engelsk)
- Tim Curry på Internet Broadway Database (engelsk)
- Tim Curry på Internet Broadway Database (engelsk)

- Wikimedia Commons har flere filer relateret til Tim Curry